# ČSD-Baureihe 731
Die ČSD-Baureihe 731 (ursprünglich geplant als Baureihe T 457.1) ist eine dieselelektrische Rangierlokomotive der ehemaligen Tschechoslowakischen Staatsbahn (ČSD).

## Geschichte
Die Maschinen entstand als Ableitung und technische Vervollkommnung der ČSD-Baureihe T 457.0. Zwei Prototypen wurden im Jahr 1988 gebaut, die Serienfertigung geschah in den Jahren 1991–1992 in zwei Serien zu je 30 Stück.

## Technische Merkmale
Das Grundkonzept der Lokomotive stimmt mit dem der ČSD-Baureihe T 457.0 überein. Unterschiedlich sind die Länge über Puffer und die äußere Gestaltung der Fahrzeuge. Der Rahmen wurde geringfügig geändert. Außerdem sind die unteren Spitzenlampen in separaten Gehäusen am Rahmen angebracht, das obere Spitzenlicht ist integriert in den Lokkasten.
Der elektrische Teil stimmt ebenfalls mit der Vorgänger-Baureihe überein. Die elektrische Bremse wurde nochmals überarbeitet, was zu einer Verbesserung der Maschine beitrug.

## Einsatz
Sie ist eine Maschine für den mittelschweren Rangier- und den leichten Streckendienst. Die Maschinen sind beliebt, besonders dank ihrer guten Traktionseigenschaften. Auch ist ihre elektrodynamische Bremse noch besser als bei der Vorgängervariante. Für den Betrieb im Streckeneinsatz ist die Leistung etwas zu gering.